# Chirocephalus jaxartensis
Chirocephalus jaxartensis är en kräftdjursart som först beskrevs av Smirnov 1948.  Chirocephalus jaxartensis ingår i släktet Chirocephalus och familjen Chirocephalidae. Inga underarter finns listade i Catalogue of Life.